# Stugan
Stugan är ett svenskutvecklat datorspel inom genren textäventyrsspel. Spelet utvecklades av bröderna Kimmo och Viggo Eriksson, 10 och 13 år gamla och deras vän Olle E Johansson, 14 år. Stugan i titeln är en stor stuga i Småland som bland mycket annat innehåller en opålitlig hiss som går mellan nio våningsplan, ett stort grottsystem och ett eget telefonbolag. Den spelande navigerar sig med väderstreck utomhus (norr, öster, söder, väster) och höger, vänster, framåt, bakåt, uppåt och nedåt inomhus. Spelaren samlar på sig saker under spelets gång, som denne sedan kan använda i vidare utforskning av stugan, eller lämna i ett särskilt litet hus där man får poäng för utvalda skatter.
Stugan har kommit att bli ikoniskt i datorspelskretsar.

## Handling
Spelaren skall ta sig genom Huset och dess omgivningar för att samla saker och därmed få poäng. Därefter ta sig till Stugan och där få användning av sakerna som samlats in.

## Spelstil
Genom att mata in väderstreck när man är utomhus eller riktningar när man är inne i Stugan tar man sig fram. Saker man stöter på under tiden kan man i vissa lägen ta med sig, och använda tillsammans med andra objekt, ex. koppla in en telefon till ett telefonjack.

## Utvecklingshistorik
Den första versionen av Stugan skrevs 1977–78 av bröderna Kimmo och Viggo Eriksson samt deras kamrat Olle E Johansson, när författarna var 10, 12 respektive 14 år gamla. Spelet skrevs i BASIC på stordatorn Oden på Stockholms datamaskinscentral för forskning och högre utbildning, QZ som deras pappor hade tillgång till. Genom QZ hade de unga författarna kommit i kontakt med stordatorspelet Adventure, som kom ut 1975 och snarast skapade spelgenren textäventyr. I slutet av 1978 lades så det vidareutvecklade spelet Stuga ut på den publika delen av QZ, där allmänheten kunde ha konton. I diskussionssystemet fanns en så kallad konferens med namnet Thorvalds Stugråd, där utvecklarna och användarna kunde mötas och dryfta åsikter och buggrapporter. Med hjälp av feedback från detta forum fortsatte utvecklarna att förbättra spelet fram till 1980.
1985 publicerades en artikel skriven av Erik Fichtelius om spelet i Linjeflygs tidning Upp&Ner. Jan Älmeby, som relativt nyligen hade startat företaget Scandinavian PC Systems, SPCS läste artikeln och kontaktade bröderna med idén att göra en version för MS-DOS som kunde säljas. Artikeln publicerades sedan en gång till 1986 i samband med att spelet släpptes till MS-DOS. Priset sattes till 95 kronor, varav fem kronor gick till författarna som royalty.

## Omslag
Jan Älmeby tyckte att illustrationerna som Leif Åbjörnsson gjorde i Upp&Ner var såpass bra att de användes som omslag till spelet.

## Musiken i spelet
När DOS-versionen gjordes kom även möjligheten att ha med enklare musik. Musiken kommer bland annat från The Pirates of Penzance och Förspel till en fauns eftermiddag.

## Andra versioner
Stugan översattes även till engelska (med titeln The Cottage), norska och danska. Den engelska översättningen har dock ändrat Olles namn.